# Café Soestdijk
Café Soestdijk is een gemeentelijk monument aan de Vredehofstraat 4-6 in de gemeente Soest in de provincie Utrecht. Het café ontleende zijn naam aan het er schuin ertegenover gelegen Paleis Soestdijk.
In 1907 werd op de hoek van de Vredehofstraat en de Noorderstraat een winkel annex café-restaurant gebouwd door de Soester broodbakker G. Dijs. De bakkerij achter het restaurant is later verbouwd tot woonhuis en is tegenwoordig met een aanbouw verbonden met het restaurant. In 1965 werd de linker gevel opgetrokken. De ingang van het wit geschilderde pand is in het midden van de symmetrische voorgevel. Tegen de rechtergevel is een serre gebouwd. Alle bovenlichten zijn voorzien van roeden. Na de Tweede Wereldoorlog was in het pand een champignonkwekerij gevestigd. Voor de oorlog was boven het café een woning.

## Zie ook

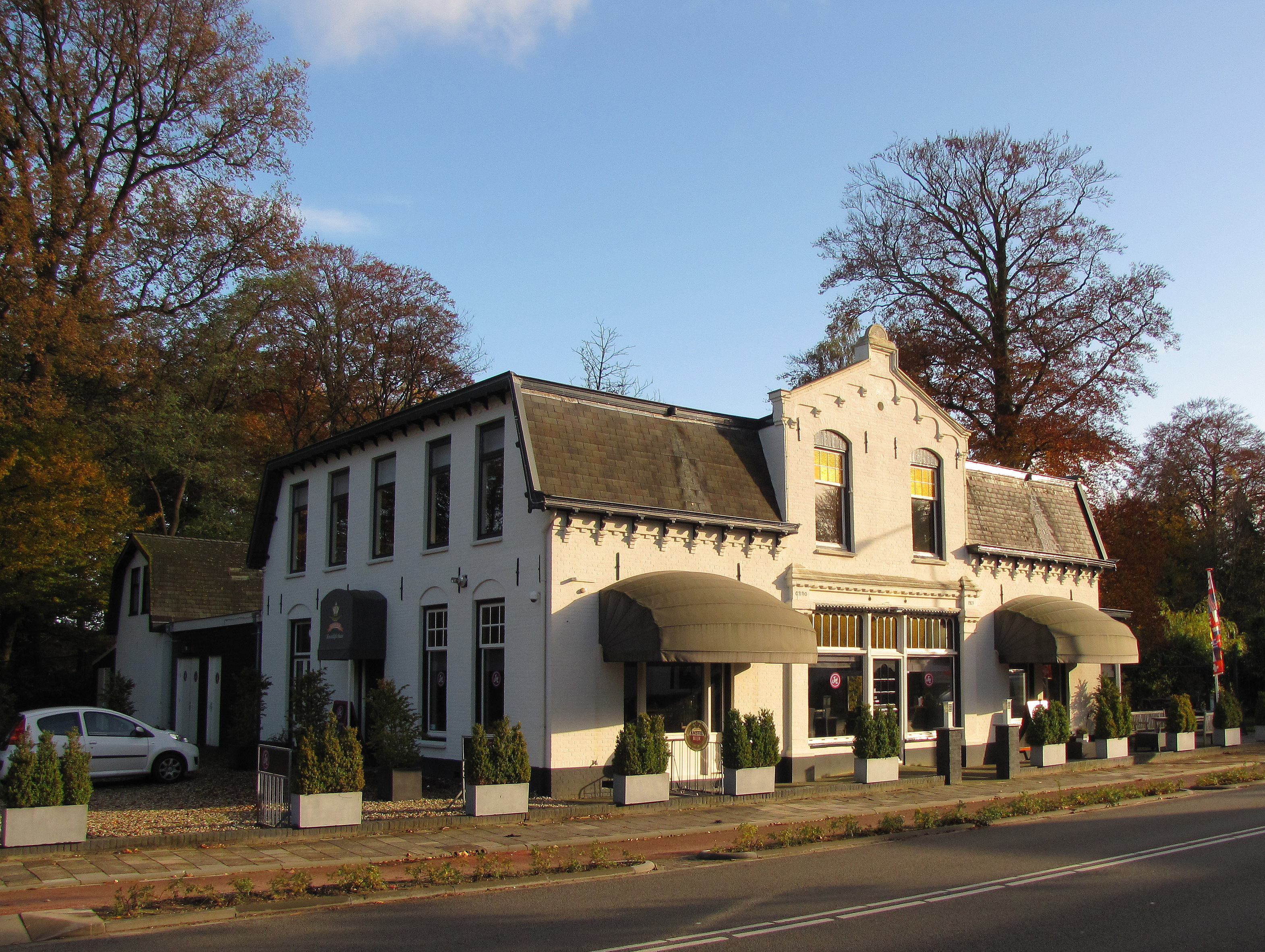
Vanuit de richting van het paleis